# Škoda Transportation
Škoda Transportation a.s. er en tjekkisk producent af elektriske tog og sporvogne. Virksomheden blev oprettet i 1995 i Plzeň og var tidligere en del af Škodaværkerne.